# Ravachol
Ravachol   (Saint-Chamond, 14 d'octubre de 1859 - Montbrison, 11 de juliol de 1892) més conegut per Ravachol, va ser un anarquista francès que es va fer famós pels seus atemptats. Identificat amb el moviment anarquista després de la repressió soferta pel proletariat l'1 de maig de 1891 a Fourmies (Cas de Clichy), on una manifestació obrera reivindicativa acabaria amb més de 14 manifestants morts i 40 ferits a mans de les forces de l'ordre, seria autor de tres atemptats amb dinamita contra representants de l'aparell judicial francès.
L'11 de març 1892 Ravachol posa una bomba a la casa del jutge de Clichy, Bulot, i el 27 de març a casa del conseller-procurador Benot. També va organitzar un atemptat contra una comissaria de París. Els atemptats van provocar grans danys materials però no víctimes.
Molts anarquistes es van negar a concedir-li un lloc entre ells, considerant-lo un antisocial i no un llibertari, fins al moment de la seva execució i alguns estudiosos el consideren un simple delinqüent que prendria posteriorment la causa anarquista com a justificació dels seus actes. Els seus atemptats poden situar-se també dins de l'onada d'atemptats inspirats en una interpretació violentista o tiranicida, segons es vulgui veure, de la teoria de la propaganda pel fet promoguda per alguns anarquistes. Arrestat al Restaurant Lhérot el 30 de març de 1892, a causa de la informació passada per un empleat del lloc, era buscat per un atemptat contra el Restaurant Very, un lloc de classe mitjana sense cap connexió política. L'endemà del començament del judici, una bomba va esclatar al Restaurant Lhérot en represàlia.
El seu procés es va iniciar el 26 d'abril, va ser condemnat a cadena perpètua per l'atemptat, i a mort en un segon procés, acusat de tres homicidis passats. Va morir a la guillotina l'11 de juliol de 1892 a Montbrison.